# Klammerparadox
Klammerparadox (engl. bracketing paradox, Pl.: Klammerparadoxe oder Klammerparadoxien) oder Klammerparadoxon (Pl.: Klammerparadoxa) ist ein Begriff der Morphologie (Linguistik) und bezeichnet die Situation, dass ein morphologisch komplexes Wort auf mehrere, einander widersprechende Weisen analysiert werden kann; diese verschiedenen Analysen beruhen auf der Klammerung (engl. bracketing) des Wortes, also der Unterteilung gemäß z. B. phonologischer, semantischer oder syntaktischer Merkmale.

## Beispiele im Englischen

### Komparative wieunhappier
Ein typisches Beispiel für das Klammerparadox findet sich bei den Komparativen mancher englischer Adjektive wie etwa unhappier (dt.: unglücklicher) oder uneasier (dt.: unruhiger, unwohler). Da der Suffix -er generell für einsilbige (older) und manche zweisilbige Adjektive (grumpier, happier, easier) verwendet wird, müssten die beiden Wörter von den Komparativen happier und easier abgeleitet sein, denn unhappy und uneasy sollten als dreisiblige Adjektive eigentlich der Komparativbildung mit more folgen (diese Formen existieren parallel auch). Daraus ergibt sich für uneasier phonologisch folgende Klammerung:
{\displaystyle {\Big [}{\mbox{un-}}{\Big ]}{\Big [}{\big [}{\mbox{easi}}{\big ]}{\big [}{\mbox{-er}}{\big ]}{\Big ]}}
Allerdings entspricht dies nicht der Bedeutung – nach obiger Klammerung müsste die Übersetzung nicht leichter lauten statt unwohler. Eine semantische Analyse legt also folgende Klammerung nahe:
{\displaystyle {\Big [}{\big [}{\mbox{un-}}{\big ]}{\big [}{\mbox{easi}}{\big ]}{\Big ]}{\Big [}{\mbox{-er}}{\Big ]}}
Dies würde wiederum die Regeln für den Suffix -er verletzen.
Derlei Phänomene stehen so im Verdacht, Widersprüche zwischen verschiedenen Ebenen von grammatikalischer Struktur aufzuzeigen und dem Frege-Prinzip zu widersprechen.

### Berufsbezeichnungen wienuclear physicist
Des Weiteren treten Klammerparadoxa bei Komposita wie zum Beispiel komplexen Berufsbezeichnungen auf; im Speziellen werden hierbei in der Literatur Konstellationen behandelt, in denen ein Themengebiet mittels Suffix zur Berufsbezeichnung gemacht und durch ein vorangestelltes Element präzisiert wird. Am Beispiel nuclear physicist wird ersichtlich, dass hier auf mindestens zwei verschiedene Wege geklammert werden kann:
1. {\displaystyle {\Big [}{\mbox{nuclear}}{\Big ]}{\Big [}{\big [}{\mbox{physic(s)}}{\big ]}{\big [}{\mbox{-ist}}{\big ]}{\Big ]}} – eine Person ist zum einen z. B. Physikerin und zum anderen etwa nuklear betrieben oder bewaffnet (phonologische Klammerung)
2. {\displaystyle {\Big [}{\big [}{\mbox{nuclear}}{\big ]}{\big [}{\mbox{physic(s)}}{\big ]}{\Big ]}{\Big [}{\mbox{-ist}}{\Big ]}} – eine Person, die Kernphysik (nuclear physics) studiert, eine Teildisziplin innerhalb der Physik (semantische Klammerung)

Weitere Beispiele hierfür sind historical linguist und political scientist, beziehungsweise, ins Deutsche übertragen, theoretischer Physiker oder historischer Linguist.
Interessanterweise ist die 2. Klammerung und damit die semantische Lesart die intuitiv verstandene Perspektive, obwohl die 1. Klammerung dem Standard der meisten anderen Komposita im Englischen entspricht.

## Beispiele im Deutschen

### Komparative wieunklarer
Obwohl die Komparativbildung im Deutschen im Gegensatz zum Englischen keine Regel aufweist, die bestimmte Begriffe anhand ihrer Silbenanzahl ausschließt (s. o.), argumentiert Manfred Bierwisch (2019) dafür, dass auch im Deutschen ein analoges Klammerparadox wie unten dargestellt existiert. Er führt in seiner Argumentation auf, dass unter anderem auch Silbenstruktur und Intonation dafür sprechen, dass der Komparativsuffix morphologisch betrachtet enger mit dem Stamm verbunden sind als der Präfix – und das, obwohl semantisch nur die andere Klammerung aktiv wird.
{\displaystyle {\Big [}{\mbox{un-}}{\Big ]}{\Big [}{\big [}{\mbox{klar}}{\big ]}{\big [}{\mbox{-er}}{\big ]}{\Big ]}} – morphologische und phonologische Klammerung (Bedeutung: etwas wird nicht klarer)
{\displaystyle {\Big [}{\big [}{\mbox{un-}}{\big ]}{\big [}{\mbox{klar}}{\big ]}{\Big ]}{\Big [}{\mbox{-er}}{\Big ]}} – semantische Klammerung (Bedeutung: etwas wird weniger klar)

### Aktornominalisierungen wieAufpasser
Die nächsten beiden von Manfred Bierwisch (2019) aufgeführten Beispieltypen folgen ebenfalls dem Schema, dass ein semantischer Sinnzusammenhang (mit geschweiften Klammern markiert) mit einem morphologischen (mit eckigen Klammern markiert) verschränkt wird.
Aktornominalisierungen sind z. B. Aufpasser, Schönfärber, Langschläfer oder Leisetreter. Hier wird ein komplexes Verb mittels des Suffixes -er nominalisiert. Semantisch ist gerade bei Aufpasser keine einheitliche Klammerung möglich, da der Begriff Passer nicht existiert – morphologisch muss aber ein Suffix grundsätzlich an den reinen Stamm angeschlossen werden:
{\displaystyle {\Big \{}{\mbox{Auf- }}{\Big [}{\mbox{ p}}{\mbox{ass }}{\Big \}}{\mbox{ -er}}{\Big ]}}
Letzteres ist bei Langschläfer auch besonders gut daran zu erkennen, dass der Suffix im Stamm einen Ablaut erzeugt. Diese Klammerung ist auch semantisch möglich, sie erzeugt jedoch nicht die intendierte Lesart: Ein Langschläfer ist jemand, der lange schläft, nicht jemand langes, der schläft; lang bezieht sich also auf den Stamm, nicht auf die Nominalisierung.
{\displaystyle {\Big \{}{\mbox{Lang- }}{\Big [}{\mbox{ schläf }}{\Big \}}{\mbox{ -er}}{\Big ]}}
Bei manchen augenscheinlich baugleichen Komposita tritt das Paradox jedoch nicht zwingend oder gar nicht auf: Ein Freidenker könnte sowohl als ein freier Denker als auch als jemand, der frei denkt, interpretiert werden; ein Ruhestörer ist vermutlich eher Störer der Ruhe als jemand, der Ruhe stört – also eine reguläre Nominalkomposition.

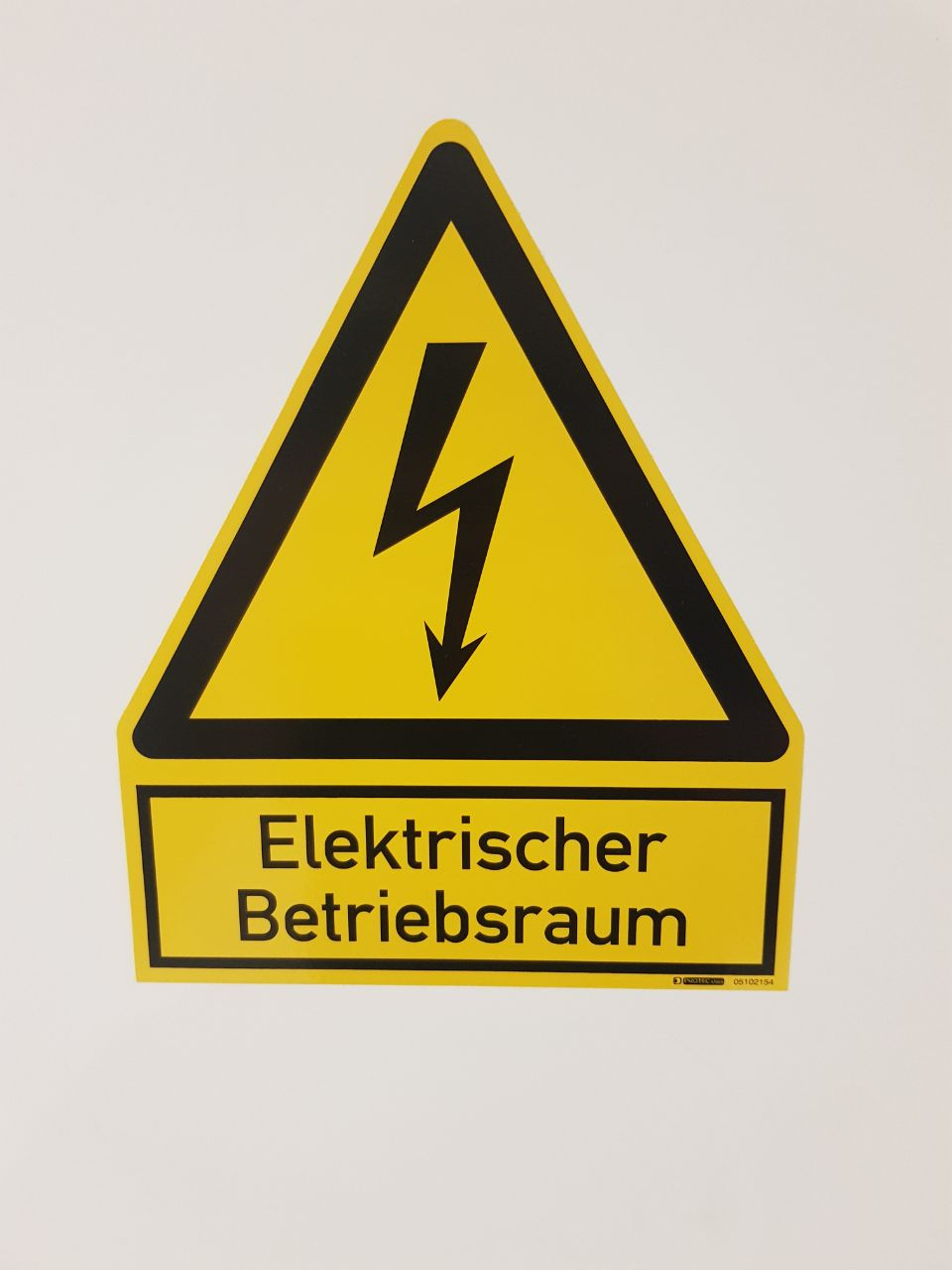
Ein Schild an einem Raum, der der Sicherstellung oder Wartung des "elektrischen Betriebs" dient. Nach syntaktischer Lesart müsste es sich aber um einen Betriebsraum handeln, der unter Strom steht, elektrisch betrieben wird, oder ähnliches.

### Attribut-Nomen-Konstruktionen wieflüssiger Seifenbehälter
Die letzte Rubrik beinhaltet Strukturen, die einerseits regelmäßig im Alltag auftauchen und durchaus interpretiert werden können – gleichzeitig jedoch sprachlich nicht als uneingeschränkt gelungen gelten können. Als Bsp. wird leitende Arztstelle, grüner Starpatient und flüssiger Seifenbehälter angeführt; eine Attribut-Nomen-Wortgruppe wird also mit einem weiteren Nomen zum Kompositum verbunden, indem das weitere Nomen an das erste angeschlossen wird. Gemäß der Rechtsköpfigkeit im Deutschen muss nun das vorangestellte Attribut kongruent zu diesem neuen Element sein, gleichwohl es mit dem anderen Teil in einer engeren semantischen Bindung steht.
{\displaystyle {\mbox{ein *}}{\Big \{}{\mbox{flüssiger }}{\Big [}{\mbox{ Seifen }}{\Big \}}{\mbox{ -behälter}}{\Big ]}}
An anderer Stelle werden vergleichbare Konstruktionen unter anderem als „schiefe Attribute“ verhandelt und deren Zulässigkeit mit unterschiedlichen Resultaten diskutiert, gern auch mit dem Standardbeispiel der reitenden Artilleriekaserne.